# مارسيل رانيسكي
مارسيل رايش رانيسكي (بالألمانية: Marcel Reich-Ranicki)‏ (بالألمانية: maɐ̯ˈɛɛ ˈʀaɪç ʀaˈnɪtski) (و. 1920 – 2013 م)هو ناقد أدبي ألماني، اشتهر بنقده الحاد الذي أكسبه مكانةً وسلطة في مجال النقد الأدبي حتى أطلق عليه لقب «بابا الأدب الألماني». اُعتقل في فترة الحكم النازي في معتقل «فارشاو» بسبب أصوله اليهودية، وعمل فيه مترجما. ألّف كتابا حمل عنوان «قصة حياة»، تحدث فيه عن حياته ومعاناته وملاحقة النازيين له ولأفراد عائلته. كما قدم برنامجا تلفزيونيا حواريا بعنوان «المربع الأدبي» تناول فيه قضايا متعلقة بالأدب. شغل منصب رئيس القنصلية البولندية في لندن عام 1948.

## حياته
ولد رانيسكي في بولندا في 2 يونيو عام 1920 في ولوكلاويك على نهر فيستولا، وبقي فيها حتى سن التاسعة، واجه في طفولته مشاكل كثيرة في مدرسته لعدم إتقانه للغة الألمانية، بعدها توجه مع والديه للعيش في برلين بعد أزمة مالية تعرض لها والده، حيث أنهى تعليمه المدرسي فيها عام 1938، وتحدث عن بعض من ذكريات الطفولة بالقول «لم يكن لدي وطن. كان الأدب هو موطني الوحيد في الثلاثينات (من القرن الماضي) في الرايخ الثالث، فقد مكثت في برلين إلى عام 1938». بعد إنهاء الدراسة الثانوية، أراد دراسة الأدب الألماني في الجامعة، لكنه لم يستطع بسبب سجنه من قبل النازيين في معسكر فارشاو، وتم قتل أباه وأخاه على يد النازيين. وفي داخل المعسكر تعرف على زوجته تيوفيلا عام 1943 وتزوجا، واستمرت علاقتهما أكثر من خمسين عاما، ثم تم تهريبه مع زوجته من السجن عن طريق رجل بولندي قدم لهما المساعدة.

## حياته العملية
بعد تحرير بولندا من قبل الجيش الأحمر في سبتمبر 1944، تطوع رانيسكي للخدمة في الجيش البولندي، وانضم إلى الحزب الشيوعي في بولندا عام 1946، وتم تعيينه على الرقابة البريدية العسكرية، وكان ينتمي إلى البعثة العسكرية البولندية في برلين، وفي عام 1947 عمل في جهاز المخابرات (جهاز الاستخبارات الأجنبية)، وعمل في وزارة الخارجية البولندية، فيما بعد انسحب من الحزب الشيوعي بسبب مواقفه المعادية للسامية. ثم في عام 1948 استلم منصب رئيس القنصلية البولندية في لندن، وبعدها توجه إلى بولندا ليعمل هناك في دار للنشر حيث تخصص في الأدب الألماني. ثم عاد إلى ألمانيا وعمل في صحيفة "دي تسايت" الألمانية بين عامي 1960 و 1973، حيث كتب عن الكثير من الأدباء المعروفين مثل ألفريد أندرش وإنغيبورغ باخمان وغيرهم، كما عمل من عام 1973 وحتى عام 1988 مديراً للقسم الأدبي في صحيفة "فرانكفورتر الغماينه تسايتونغ"، وكان بين عامي 1971 و 1975 بروفسورا زائرا في ستوكهولم وأوبسالا وبروفيسورا فخريا في جامعة توبنغن الألمانية. في عام 1988 وبعد انتهاء فترة عمله في صحيفة " فرانكفورتر الغماينه تسايتونغ " انتقل إلى التلفزيون ليقوم بتقديم برنامجه "المربع الأدبي"، ثم بعد انتهاء البرنامج عام 2001 قام بتقديم العديد من البرامج تحت عنوان "سولو".

## توجهه للأدب
عقب عودته إلى بولندا وانسحابه من الحزب الشيوعي الذي كان منتميا إليه، توجه تماما للأدب، وعمل صحافيا في عدد من الصحف البولندية، واشتهر في بلده الأصلي بولندا كناقد أدبي، مختص في الأدب الألماني. ثم عاد مجددا إلى ألمانيا عام 1958 لدراسة الأدب، وعمل فيها أيضا في نفس مجاله الأدبي، وأصدر في عام 1963 كتابه الأول بعنوان «تاريخ الأدب الألماني في الشرق والغرب». ودرّس في العديد من الجامعات الأمريكية. نشر أشهر عمل أدبي له بعنوان «اللسان اللاذع» (Lauter Verisse) في عام 1970.

## الأدب الكلاسيكي
كان يعشق الأدب الألماني، وألف العديد من الكتب حوله. ومن الأدباء الذين كان يهتم بهم يوهان غوته وهاينرش هاينه وفيلهالم فون كلايست وتوماس مان ومارتن فالزر، إضافة إلى أنه كان يتابع أعمال الأدباء المعاصرين من خلال مشاركته في صحيفتي «دي تسايت» الأسبوعية و«فرانكفورتر الغماينه تسايتونغ»، بعدها تحول رانيسكي إلى مراقب للساحة الأدبية، حيث كان يطلق أحكاما حماسية وأخرى لاذعة بحق هذا العمل أو ذاك. مما أكسبه محبة ومهابة الجميع، حتى ولو كان الأمر متعلقا بأدباء معروفين أمثال غونتر غراس حيث انتقد روايته«حقل واسع» بأسلوب جارح وعنيف في مقال نشره في مجلة «دير شبيغل» عام 1995. وكان غلاف المجلة صورة لرانيسكي وهو يمزق الرواية. الأمر الذي دفع مارتن فالزر لكتابة رواية «نهاية ناقد أدبي» سخر فيها من أسلوب راينسكي النقدي، وكن الأمر انعكس عليها سلبيا حيث وجهة له تهمة معاداة السامية بسبب ما تضمنته مقالته من صفات كانت توجه لليهود أيام النازية كالنهم والتعطش للسلطة والطفيلية.

## المربع الأدبي
كان برنامجه التلفزيوني الحواري «المربع الأدبي» منبرا هاما حقق من خلاله شهرة وشعبية كبيرة في ألمانيا وخارجها، وكان يعرض هذا البرنامج على القناة الثانية في التلفزة الألمانية ZDF، حيث تناول فيه مواضيع عن الأدب عن طريق نقاشه مع ضيوفه في جو تشويقي وصاخب وصريح، وعلى الرغم مما حققه هذا البرنامج من انتشار وشعبية إلا أن علاقة رانيسكي بالتلفاز كانت مضطربة وغير مستقرة، حيث رفض استلام جائزة التلفزيون الألماني لعام 2008 مبررا موقفه، «بأن مستوى التلفزيون الألماني في الحضيض». وهذا ما دفع بعض منتقديه الذين منهم غونتر غراس إلى القول «لولا التلفزيون، لما نال الأخير كل تلك الشهرة».

## إنجازاته
في عام 2008 حصل على جائزة الإنجاز مدى الحياة، ونشر 20 كتاباً. سيرته الذاتية «حياتي» التي نشرها عام 1999، حققت مبيعات كبيرة وقد دون فيها كما صرح بابا الأدب: «كتبت كتابا عن حياتي، أي ببساطة ما عشته وعانيت منه». وتم تحويل قصة الكتاب إلى فيلم، قام ببطولته الممثل الألماني ماتياس شفايغهوفر. وعنه قال بابا الأدب: «ما حققه الكتاب من نجاح، كان مفاجأة بالنسبة لي».

## وفاته
توفي في 18 سبتمبر 2013 في فرانكفورت في ألمانيا بعد معاناته مع المرض عن عمر 93 عاما. وقد نعاه الرئيس الألماني السابق يواخيم غاوك حيث قال «إن مارسيل رايش رانيسكي 'الذي أراد الألمان يوما ما طرده من بينهم وإبادته كان يمتلك العظمة التي مكنته بعد هذه البربرية من أن يفتح لهم آفاقا جديدة إلى ثقافتهم»، مؤكدا على أن الجميع كان يحترمه ويحبه، والكل حزين على رحيله، وأيضا نعته المستشارة الألمانية أنجيلا ميركل: «نفتقد بوفاته صديقا لا شبيه له في الأدب وأيضا في الدعوة للحرية والديمقراطية».

## وصلات خارجية
- مارسيل رانيسكي على موقع IMDb (الإنجليزية)
- مارسيل رانيسكي على موقع الموسوعة البريطانية (الإنجليزية)
- مارسيل رانيسكي على موقع مونزينجر (الألمانية)
- مارسيل رانيسكي على موقع ميوزك برينز (الإنجليزية)
- مارسيل رانيسكي على موقع ديسكوغز (الإنجليزية)
- كتاب «اللسان اللاذع» (Lauter Verisse) مارسيل رانش رانيسكي.